# Straßen und Plätze in Ludwigshafen am Rhein
Diese Liste führt Bedeutungen und Umstände der Namengebung der Straßen- und Platznamen in der Stadt Ludwigshafen am Rhein auf.
In dieser Liste werden die Namen kurz erläutert und ihre Lage angegeben. Sie enthält etwas mehr als 1.000 Namen, erhebt aber keinen Anspruch auf Vollständigkeit.
Mit der Einführung der vierstelligen Postleitzahlen (6700 für Ludwigshafen), wurde eine Vereinheitlichung der Straßennamen Stadt Ludwigshafen vorgenommen. Mehrfach vorkommende Straßennamen auf dem Gebiet der Stadt Ludwigshafen bedingt durch die Eingemeindung der Ludwigshafener Vororte wurden beseitigt.

## Prinzipien
Die Straßennamen sind, wie auch in anderen Städten, eine Mischung aus Benennungen
- nach Orten in der Region,
- nach ehemals deutschen Städten und Landschaften im Osten,
- nach alten Flurnamen,
- nach Persönlichkeiten mit Bezug zu Ludwigshafen,
- nach Persönlichkeiten von nationaler oder internationaler Bedeutung,
- nach historischen und legendären Personen,
- nach Pflanzen und Tieren,
- nach Regionen, Bergen und Gewässern.

Erwähnenswert sind „Namensnester“ wie
- Dichterviertel,
- Malerviertel,
- Chemikerviertel (Bedeutung der Chemie für die Stadt).

## Orthografie
Ludwigshafen hält sich in aller Regel an die vom Duden-Verlag herausgegebenen Richtlinien zur Schreibweise von Straßennamen. Die wichtigsten Regeln lauten:
- Das erste Wort eines Straßennamens wird großgeschrieben, z. B. An der Stadtmauer.
- Zusammen schreibt man Straßennamen, die aus einem Substantiv (beziehungsweise einem Namen) und einem für Straßennamen typischen Grundwort wie z. B. Straße, Gasse, Weg, Platz bestehen: Bismarckstraße.
- Ist der erste Bestandteil ein Adjektiv, das gebeugt ist, wird getrennt geschrieben: Große Bleiche.
- Die Getrenntschreibung gilt auch für adjektivische Ableitungen von Orts- und Ländernamen: Wiener Straße.
- Den Bindestrich setzt man, wenn die Bestimmung zum Grundwort aus mehreren Wörtern besteht. Also Albrecht-Dürer-Straße.